# شاتو تييري
شاتو تييري، (
نطق فرنسي: [ʃato tjeʁi]
) هي بلدية فرنسية تقع في مقاطعة أيسن، في المنطقة الإدارية أوت دو فرانس وفي مقاطعة شامبجين التاريخية.
أصل اسم البلدة غير معروف. ينسبها السكان المحليون إلى ثيودريك الرابع ، الملك الميروفنجي قبل الأخير ، الذي سجنه تشارلز مارتل ، دون مصدر موثوق.شاتو تييري هي مسقط رأس جين دو لا فونتاين وكانت موقع معركة مارن الأولى ومعركة مارن الثانية . تسمى منطقة شاتو تييري (الدائرة ، على وجه الدقة) بلدة أومواس . شاتو تيري هي واحدة من 64 مدينة فرنسية حصلت على وسام جوقة الشرف .

## التاريخ

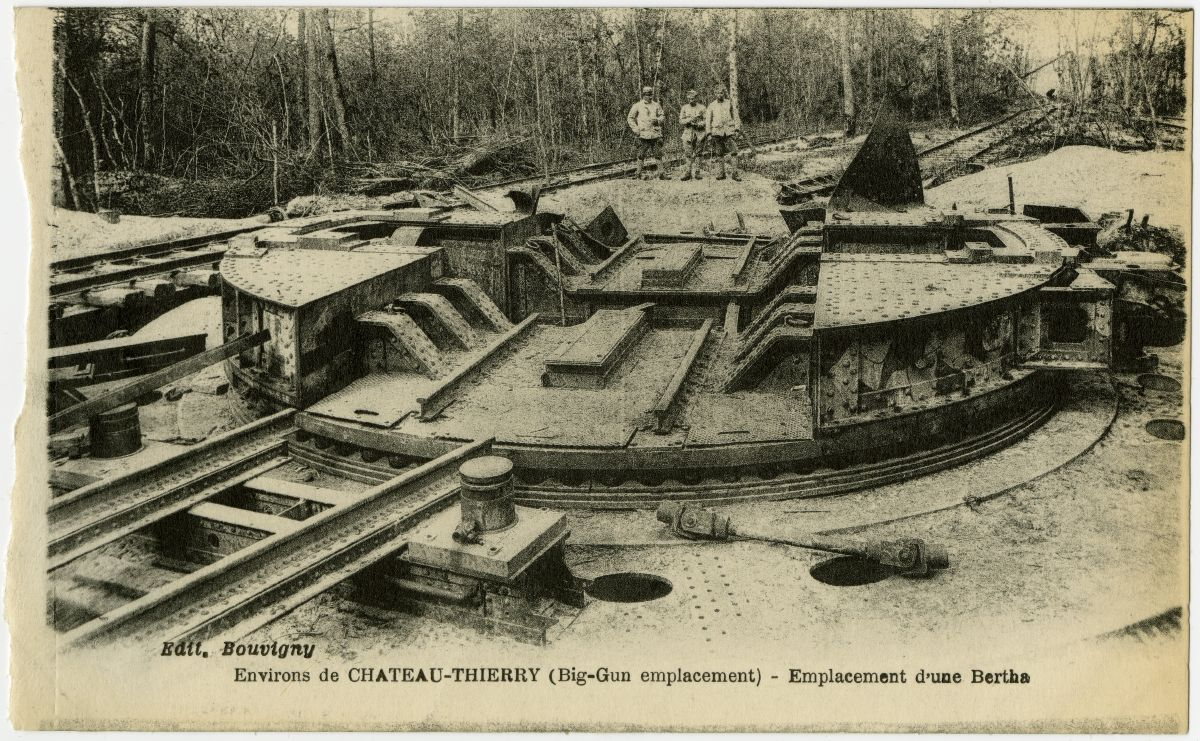
بطاقة بريدية من الحرب العالمية الأولى تظهر تركيب بندقية باريس

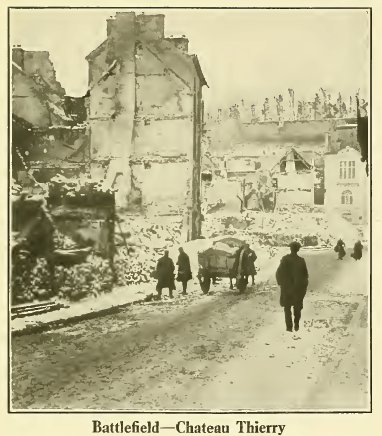
Battlefield of Chateau-Thierry في عام 1920.

في أواخر سنوات الإمبراطورية الرومانية الغربية، استقرت بلدة صغيرة تسمى اوتماس حيث يقطع الطريق سواسون - تروا نهر مارن.
خلال القرن الثامن ابقى الملك تشارلز مارتل ثيودريك الرابع كسجينا في قلعة أوتموس. في هذا الوقت، أخذت المدينة اسم كاستروم ثيودوريسي، وتحولت لاحقًا إلى شاتو تييري ( قلعة تييري، تييري هي الترجمة الفرنسية أو اللغة الرومانية الاولية لثيودريك).
في عام 946 ، كانت قلعة شاتو تييري موطنًا لـ هربرت لو فيو، كونت أوموا (الاب: كونت أومويس ) من منزل فيرماندوا وسواسون.
وقعت معركتين مهمتين في شاتو تييري. اولا معركة شاتو تيري (1814) في الحروب النابليونية بين فرنسا وبروسيا ، وثانيا معركة شاتو تيري (1918) في الحرب العالمية الأولى بين الولايات المتحدة وألمانيا .
في عام 1918، تم العثور على ركيزة لمدفع باريس الشهير بالقرب من القلعة، على الرغم من أن المدفع نفسه قد نقل على ما يبدو قبل اكتشاف الركيزة.

## جغرافية
تقع شاتو تييري على نهر مارن. وتقع على بعد 90 كيلومتر (56 ميل) من باريس.

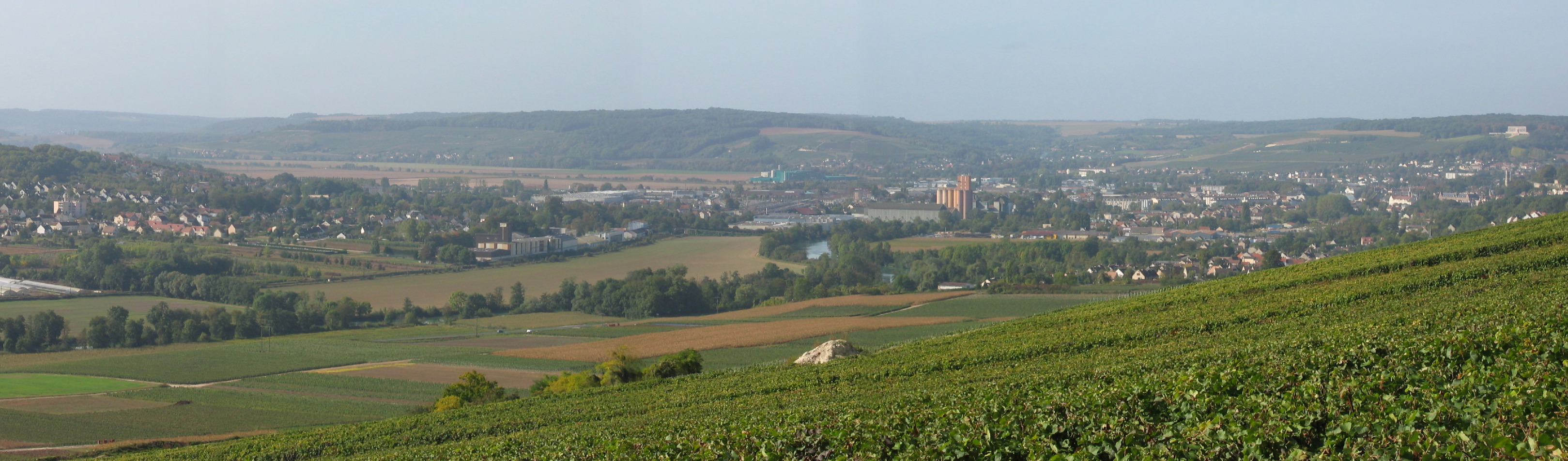
شاتو تيري

شاتو تييري هو محطة نهائية لخط سكة الحديد الإقليمية الذي يبدا من غار دو لست في باريس. وهو أيضًا أحد مخارج الطريق السريع A4 الذي يربط باريس بالجزء الشرقي من فرنسا. تدير ترانسفال خطوط الحافلات المحلية.

## شخصيا
كان مسقط رأس شاتو تيري في جان دي لافونتين.
- جان بابتيست دومانجين (1745-1826)، طبيب فرنسي شارك في تشريح جثة لويس السابع عشر.
- لويس جان باتيست ليسور (1774-1818)، قائد جيوش الجمهورية والإمبراطورية.
- ليون هيس ، مبتكر كعكة السفر بالميدالية الذهبية «لو كاستل» في معرض الطهي الدولي عام 1912 في باريس.
- Gauthier II de Château-Thierry.
- صموئيل بن سالومون، حاخام من القرن الثالث عشر (أحد مؤيدي التلمود أثناء نزاع باريس ).
- توفي أنطوان مينانت (1762-1829) ، جنرال جيوش الجمهورية والإمبراطورية ، المولود في ليون ، في المدينة..
- شارل مارتيغ (1777-1825) ، عقيد سلاح الفرسان في جمهورية الجمهورية والإمبراطورية ، الديكور في المجتمع.
- تشارلز فيرتون بير .
- ادمون دي تيلانكورت .
- تشارلز شنايدر (عامل زجاج) .
- أخيل جاكوبين ، نحات ولد عام 1874 وتوفي عام 1958 في شاتو تيري.
- بيير بيسسان .
- رواية رومر جودن (1958) صيف جرينجيج تدور أحداثها في .
- توفي فرانسوا أمان جان ، الطبيب والجراح والكاتب المسرحي في شاتو تيري.
- إيف بوت ، قاضي.
- l ' الطامح روج .
- غيوم بينوا هوديت .
- جوزيف بولون دي سان جورج المعروف باسم شيفالييه دي سان جورج
- مانو ديبانغو ، موسيقي.
- جان ماسيه ، مدرس.
- موريس هولو (1861-1932) ، مؤرخ فرنسي من القرنين التاسع عشر والعشرين ، عالم آثار ورسام كتب
- توفي سيلفان ليفينياك ، الممثل ورجل الأعمال البهلواني ، في شاتو تييري.
- نادية تاجرين ، عازفة البيانو ، توفيت في شاتو تيري.
- أوغست جوردان ، لاعب كرة القدم النمساوي المحترف الذي لعب في المنتخب الفرنسي [10] توفي في شاتو تييري في عام 1990.
- ولد جول غيارت ( 1870-1965 ) ، عالم طفيليات ومؤرخ طبي ، في المدينة.
- با جين ، كاتب ومفكر صيني ، أقام هنا في عامي 1927 و 1928.
- تم إسقاط كوينتين نجل تيدي روزفلت في يوليو 1918 أثناء تحليقه بطائرة سباد فرنسية خلال الحرب العالمية الأولى.

## مشاهد
- جدران القلعة
- كنيسة سانت كريبان (القرن الخامس عشر)
- برج بلحان
- نهر مارن
- مقبرة ونصب تذكاري أمريكي في الحرب العالمية الأولى أيسن مارن (جنوب قرية بيلو)
- نصب شاتو تييري الأمريكي (المطل على المدينة)
- مزارع الكروم الشمبانيا
- عدة كنائس

### المدن التوأم
توأم شاتو تييري مع:
- بوسنيك، ألمانيا (1989)
- أليارتوس، اليونان
- انترلب، ألمانيا
- سيسنيدي، رومانيا
- كينيامي، رواندا
- موسباخ، ألمانيا (1974)
- جريبوف، بولندا}
- أمبوهترولومايتسي، مدغشقر

منذ عام 2009، تم إجراء علاقة ودية ذات اهمية أيضًا مع مدينة إنديانابوليس،إنديانا، الولايات المتحدة.

## روابط خارجية
- Chisholm, Hugh, ed. (1911). "Château-Thierry" . Encyclopædia Britannica (بالإنجليزية) (11th ed.). Vol. 5.
- الموقع الرسمي باللغة الفرنسية
- لجنة نصب ساحة المعركة الأمريكية
- FirstWorldWar.com
- طريق الحافلات المحلية
- صورة لمدينة خلال الحرب العالمية الأولى